# 1. etape af Giro d'Italia 2024
1. etape af Giro d'Italia 2024 var en 140 km lang kuperet etape med en samlet stigning på 1.850 m. Den blev kørt den 4. maj 2024 med start i Venaria Reale og mål i Torino.

## Resultater

### Etaperesultat
| \| Etaperesultat \| Etaperesultat \| Etaperesultat \| Etaperesultat \| Etaperesultat \| \| Rytter \| Rytter \| Hold \| Tid \| \| \| ------------- \| --------------------- \| -------------------------- \| ------------- \| ------------- \| \| 1. \| Jhonatan Narváez \| Ineos Grenadiers \| 3t 14' 23" \| \| \| 2. \| Maximilian Schachmann \| Bora-Hansgrohe \| + 0" \| \| \| 3. \| Tadej Pogačar \| UAE Team Emirates \| + 0" \| \| \| 4. \| Alex Baudin \| Decathlon-AG2R La Mondiale \| + 6" \| \| \| 5. \| Nicola Conci \| Alpecin-Deceuninck \| + 10" \| \| \| 6. \| Quinten Hermans \| Alpecin-Deceuninck \| + 10" \| \| \| 7. \| Mauri Vansevenant \| Soudal Quick-Step \| + 10" \| \| \| 8. \| Antonio Tiberi \| Bahrain Victorious \| + 10" \| \| \| 9. \| Attila Valter \| Team Visma \\| Lease a Bike \| + 10" \| \| \| 10. \| Geraint Thomas \| Ineos Grenadiers \| + 10" \| \| |                       |                            |            |
| |                       |                            |            |
| Kilder: ProCyclingStats Cycling Quotient |                       |                            |            |
| Etaperesultat |                       |                            |            |
| Rytter | Rytter                | Hold                       | Tid        |
| 1. | Jhonatan Narváez      | Ineos Grenadiers           | 3t 14' 23" |
| 2. | Maximilian Schachmann | Bora-Hansgrohe             | + 0"       |
| 3. | Tadej Pogačar         | UAE Team Emirates          | + 0"       |
| 4. | Alex Baudin           | Decathlon-AG2R La Mondiale | + 6"       |
| 5. | Nicola Conci          | Alpecin-Deceuninck         | + 10"      |
| 6. | Quinten Hermans       | Alpecin-Deceuninck         | + 10"      |
| 7. | Mauri Vansevenant     | Soudal Quick-Step          | + 10"      |
| 8. | Antonio Tiberi        | Bahrain Victorious         | + 10"      |
| 9. | Attila Valter         | Team Visma \| Lease a Bike | + 10"      |
| 10. | Geraint Thomas        | Ineos Grenadiers           | + 10"      |

### Klassement efter etapen
| \| Samlede stilling \| Samlede stilling \| Samlede stilling \| Samlede stilling \| Samlede stilling \| \| Rytter \| Rytter \| Hold \| Tid \| \| \| ---------------- \| --------------------- \| -------------------------- \| ---------------- \| ---------------- \| \| 1. \| Jhonatan Narváez \| Ineos Grenadiers \| 3t 14' 13" \| \| \| 2. \| Maximilian Schachmann \| Bora-Hansgrohe \| + 3" \| \| \| 3. \| Tadej Pogačar \| UAE Team Emirates \| + 6" \| \| \| 4. \| Alex Baudin \| Decathlon-AG2R La Mondiale \| + 16" \| \| \| 5. \| Damiano Caruso \| Bahrain Victorious \| + 17" \| \| \| 6. \| Nicola Conci \| Alpecin-Deceuninck \| + 18" \| \| \| 7. \| Quinten Hermans \| Alpecin-Deceuninck \| + 20" \| \| \| 8. \| Mauri Vansevenant \| Soudal Quick-Step \| + 20" \| \| \| 9. \| Antonio Tiberi \| Bahrain Victorious \| + 20" \| \| \| 10. \| Attila Valter \| Team Visma \\| Lease a Bike \| + 20" \| \| |                       |                            |            |
| |                       |                            |            |
| Kilder: ProCyclingStats Cycling Quotient |                       |                            |            |
| Samlede stilling |                       |                            |            |
| Rytter | Rytter                | Hold                       | Tid        |
| 1. | Jhonatan Narváez      | Ineos Grenadiers           | 3t 14' 13" |
| 2. | Maximilian Schachmann | Bora-Hansgrohe             | + 3"       |
| 3. | Tadej Pogačar         | UAE Team Emirates          | + 6"       |
| 4. | Alex Baudin           | Decathlon-AG2R La Mondiale | + 16"      |
| 5. | Damiano Caruso        | Bahrain Victorious         | + 17"      |
| 6. | Nicola Conci          | Alpecin-Deceuninck         | + 18"      |
| 7. | Quinten Hermans       | Alpecin-Deceuninck         | + 20"      |
| 8. | Mauri Vansevenant     | Soudal Quick-Step          | + 20"      |
| 9. | Antonio Tiberi        | Bahrain Victorious         | + 20"      |
| 10. | Attila Valter         | Team Visma \| Lease a Bike | + 20"      |

#### Pointkonkurrencen
| Pointkonkurrence | Pointkonkurrence        | Pointkonkurrence              | Pointkonkurrence | Pointkonkurrence |
| Rytter           | Rytter                  | Hold                          | Point            |                  |
| ---------------- | ----------------------- | ----------------------------- | ---------------- | ---------------- |
| 1.               | Jhonatan Narváez        | Ineos Grenadiers              | 25 point         |                  |
| 2.               | Lilian Calmejane        | Intermarché-Wanty             | 20 point         |                  |
| 3.               | Filippo Fiorelli        | VF Group-Bardiani CSF-Faizanè | 18 point         |                  |
| 4.               | Maximilian Schachmann   | Bora-Hansgrohe                | 18 point         |                  |
| 5.               | Amanuel Ghebreigzabhier | Lidl-Trek                     | 13 point         |                  |
| 6.               | Tadej Pogačar           | UAE Team Emirates             | 12 point         |                  |
| 7.               | Andrea Pietrobon        | Team Polti Kometa             | 11 point         |                  |
| 8.               | Alex Baudin             | Decathlon-AG2R La Mondiale    | 8 point          |                  |
| 9.               | Nicola Conci            | Alpecin-Deceuninck            | 6 point          |                  |
| 10.              | Quinten Hermans         | Alpecin-Deceuninck            | 5 point          |                  |

#### Bjergkonkurrencen
| Bjergkonkurrence | Bjergkonkurrence        | Bjergkonkurrence              | Bjergkonkurrence | Bjergkonkurrence |
| Rytter           | Rytter                  | Hold                          | Point            |                  |
| ---------------- | ----------------------- | ----------------------------- | ---------------- | ---------------- |
| 1.               | Lilian Calmejane        | Intermarché-Wanty             | 20 point         |                  |
| 2.               | Amanuel Ghebreigzabhier | Lidl-Trek                     | 10 point         |                  |
| 3.               | Giulio Pellizzari       | VF Group-Bardiani CSF-Faizanè | 8 point          |                  |
| 4.               | Filippo Fiorelli        | VF Group-Bardiani CSF-Faizanè | 7 point          |                  |
| 5.               | Giovanni Aleotti        | Bora-Hansgrohe                | 6 point          |                  |
| 6.               | Adrien Petit            | Intermarché-Wanty             | 4 point          |                  |
| 7.               | Daniel Martínez         | Bora-Hansgrohe                | 2 point          |                  |
| 8.               | Louis Barré             | Arkéa-B&B Hotels              | 2 point          |                  |
| 9.               | Tadej Pogačar           | UAE Team Emirates             | 1 point          |                  |
| 10.              | Andrea Pietrobon        | Team Polti Kometa             | 1 point          |                  |

#### Ungdomskonkurrencen
| Ungdomskonkurrence | Ungdomskonkurrence | Ungdomskonkurrence            | Ungdomskonkurrence | Ungdomskonkurrence |
| Rytter             | Rytter             | Hold                          | Tid                |                    |
| ------------------ | ------------------ | ----------------------------- | ------------------ | ------------------ |
| 1.                 | Alex Baudin        | Decathlon-AG2R La Mondiale    | 3t 14' 29"         |                    |
| 2.                 | Mauri Vansevenant  | Soudal Quick-Step             | + 4"               |                    |
| 3.                 | Antonio Tiberi     | Bahrain Victorious            | + 4"               |                    |
| 4.                 | Cian Uijtdebroeks  | Team Visma \| Lease a Bike    | + 4"               |                    |
| 5.                 | Giulio Pellizzari  | VF Group-Bardiani CSF-Faizanè | + 4"               |                    |
| 6.                 | Filippo Zana       | Team Jayco AlUla              | + 21"              |                    |
| 7.                 | Giovanni Aleotti   | Bora-Hansgrohe                | + 41"              |                    |
| 8.                 | Andrea Piccolo     | EF Education-EasyPost         | + 51"              |                    |
| 9.                 | Enzo Paleni        | Groupama-FDJ                  | + 51"              |                    |
| 10.                | Georg Steinhauser  | EF Education-EasyPost         | + 51"              |                    |

#### Holdkonkurrencen
| Holdkonkurrence | Holdkonkurrence               | Holdkonkurrence | Holdkonkurrence |
| Hold            | Hold                          | Tid             |                 |
| --------------- | ----------------------------- | --------------- | --------------- |
| 1.              | Ineos Grenadiers              | 9t 43' 29"      |                 |
| 2.              | Decathlon-AG2R La Mondiale    | + 16"           |                 |
| 3.              | Soudal Quick-Step             | + 20"           |                 |
| 4.              | Team Visma \| Lease a Bike    | + 27"           |                 |
| 5.              | Bora-Hansgrohe                | + 37"           |                 |
| 6.              | EF Education-EasyPost         | + 57"           |                 |
| 7.              | Team Jayco AlUla              | + 1' 04"        |                 |
| 8.              | Astana Qazaqstan Team         | + 1' 21"        |                 |
| 9.              | VF Group-Bardiani CSF-Faizané | + 1' 44"        |                 |
| 10.             | Movistar Team                 | + 3' 12"        |                 |